# Historický park Phu Phrabat
Phu Phrabat je název jedné z památek světového kulturního dědictví UNESCO v Thajsku. Nachází se v provincii Udon Thani, blízko hranic s Laosem a její rozloha je 315 hektarů. 
Historický park je nejlepším představitelem tradice kamene Sīma z období Dváravatí (7.-11. století n. l.) na světě. Zatímco v celosvětovém kontextu se hraniční znaky posvátných oblastí buddhistických liší mezi sebou použitím různých materiálů, rozsáhlé používání kamenů se vyskytuje pouze na náhorní plošině Khorat v jihovýchodní Asii. Megalitické skalní úkryty v Phu Phrabatu, které byly utvářeny kombinací sil pohybu ledovců a rozdílnou intenzitou eroze různých skalních vrstev, byly uctívány prehistorickým obyvatelstvem již před dvěma tisíciletími, což dokládají skalní malby pokrývající povrch čtyřiceti sedmi skalních úkrytů, na nichž jsou zobrazeny lidské postavy, dlaně, zvířata a geometrické vzory. Po příchodu buddhismu do regionu v 7. století byly v oblasti náhorní plošiny Khorat vztyčeny četné kameny Sīma, které proměnily krajinu Phu Phrabat v posvátné buddhistické místo sloužící jako náboženské centrum. I když tradice kamenů Sīma pokračuje, většina kamenů Sīma byla přemístěna a znovu použita. V oblasti památky UNESCO se však zachoval největší soubor kamenů Sīma in situ z období Dváravatí na světě, který svědčí o této tradici, jež v regionu kdysi převládala.